# Johann Jakob von Collas

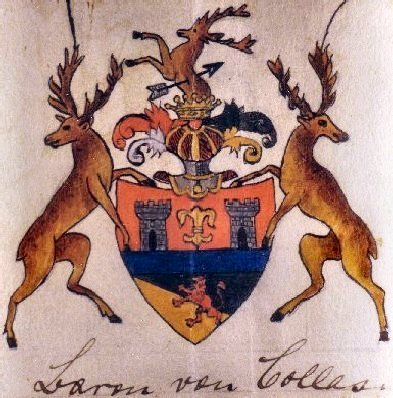
Das Wappen der Familie von Collas

Johann Jakob von Collas (* 28. Juni 1721 in Königsberg, Ostpreußen; † 1. Dezember 1792 in Haldern bei Rees) diente als königlich preußischer Kapitän (Hauptmann), war mit seiner Familie fast drei Jahrzehnte in der Festung Magdeburg festgesetzt und wurde 1786 als Major mit Pension verabschiedet. Er war Gutsherr auf Dommelkeim (im späteren Landkreis Bartenstein (Ostpr.)) und auf Haus Aspel beim niederrheinischen Haldern.

## Familie
Collas war der Sohn des Gelehrten und Baumeisters John von Collas, vielfacher Gutsbesitzer in Ostpreußen, und der Christina Charlotte Pelet.
Er heiratete am 2. Mai 1754 auf Haus Aspel die 22-jährige Wilhelmina Charlotte Dorothea Freiin von Wittenhorst-Sonsfeld (* 29. Juli 1732; † 28. Juli 1776 in Magdeburg), die Tochter des königlich preußischen Generalleutnants Friedrich Otto Freiherr von Wittenhorst-Sonsfeld und der Anna Dorothea von Schwerin aus dem Hause Rehberg. Friedrich der Große hatte am 1. April 1754 persönlich seine Zustimmung zu dieser Heirat gegeben, dazu aber angemerkt, dass Collas bei dieser Ehe wohl kaum etwas von Geld zu sehen bekommen werde, wohl aber „den Sack und Buckel voll Schulden“ seines Herrn Schwiegervaters.
Collas war der Schwager von Generalleutnant Paul von Natalis, der um 1750 seine Schwester Charlotte Maria Rahel von Collas geheiratet hatte.

## Leben
Collas trat als Fahnenjunker ins Kürassier-Regiment Nr. 4 (v. Hessler) ein, das in Saalfeld, Mohrungen und Osterode in Garnison stand. Aus „Langeweile“, das Warten auf die Beförderung dauerte ihm wohl zu lange, schrieb er sich am 13. Januar 1738 an der Universität Königsberg ein.
Endlich wurde er 1741 zum Fähnrich im Dragoner-Regiment Nr. 1 (v. Posadowsky) in Wriezen und Schwedt (Oder) befördert, 1743 wurde er hier Sekondeleutnant und war Teilnehmer an den Schlachten bei Mollwitz, Hohenfriedeberg und Prag.
Im Dezember 1747 wurde er wegen einer Schlägerei zum Füsilier-Regiment 44 (v. Britzke) nach Wesel versetzt, dort allerdings gleich zum Premierleutnant befördert. 1751 wurde er Stabskapitän und 1755 ebenfalls dort Kompaniechef. In Wesel wurde 1756 seine Tochter Friederike geboren.
Im Siebenjährigen Krieg nahm Collas 1759 als Kapitän an den Kämpfen bei Brieg und Neisse teil. Sein Regiment Hofmann gehörte auch zur Besatzung der Stadt Dresden. Als Dresden am 4. September 1759 unter ihrem Gouverneur, dem Generalleutnant Karl Christoph Graf von Schmettau, kapitulierte, wurde Collas von diesem als Parlamentär und Unterhändler verwandt. Einer seiner Aufträge war, die Meldung von der Übergabe Dresdens als Kurier Friedrich dem Großen zu überbringen. Graf von Schmettau wurde daraufhin vom König aus der Armee verabschiedet, Unterhändler von Collas aber als „Prügelknabe“ am 12. April 1760 dimittiert und vor ein Kriegsgericht gestellt. Am 12. August 1760 wurde Collas endgültig festgenommen und in der Festung Magdeburg interniert. Von Historikern wurde Kapitän von Collas als aufrechter Offizier und pflichtgetreuer Untergebener dargestellt, der seine schwierigen und demütigen Aufträge mit steinerner Miene und Haltung ausführte.
Während seines Aufenthalts in der Festung Magdeburg wurde Collas von seinem Onkel, dem Generalleutnant Johann Albrecht von Bülow, unterstützt, der sich ihm verpflichtet fühlte, weil Collas’ jüngerer Bruder, Friedrich von Collas (1727–1762), Bülow im Kampf bei Reichenbach (Eulengebirge, Niederschlesien) am 16. August 1762 das Leben gerettet, doch dabei das eigene durch eine Kanonenkugel verloren hatte. Im Gefecht bei Reichenbach hatten die Österreicher versucht, das belagerte Schweidnitz zu entsetzen, was von den Preußen abgewiesen werden konnte.
Am 20. Oktober 1773 verkaufte Collas das geerbte Gut Dommelkeim für 10.000 Taler an Dietrich von Meirentz, der bis Ende 1763 ebenfalls in Magdeburg festgesetzt worden war.
Lange 27 Jahre verbrachte Collas in der Festung Magdeburg, wohin ihm seine Frau Charlotte nachkam. In diesen Jahren der Internierung wurden seine drei Kinder Ludwig (* 1763), Friedrich (* 1766) und Amalia (* 1767) geboren. Ehefrau Charlotte starb 1776 noch in Magdeburg.
Erst nach dem Tod Friedrichs des Großen erhielt Collas durch König Friedrich Wilhelm II. gleich nach dessen Amtsantritt endlich am 13. November 1786 die Freiheit, wurde aber unter Beförderung zum Major mit einer Pension von 200 Talern aus dem Militärdienst verabschiedet. Er zog sich dann auf Haus Aspel zurück, wo er 1792 starb. In einer früheren Beurteilung, die der König selbst geschrieben hatte, war zu lesen gewesen: „Ist alles gut, außer daß sein Conduite (Verhalten) zu Zeiten etwas fahrig und lässig eingerichtet ist.“